# Luci Veti Paulus
Luci Veti Paulus (en llatí: Lucius Vettius Paulus) va ser un magistrat romà que va viure al segle i dC i que va desenvolupar la seva carrera política sota els emperadors Neró, Vespasià, Titus i Domicià.
El seu únic càrrec conegut va ser el de cònsol sufecte l'any 81 juntament amb Tit Juni Montà. És conegut pels Fasti.